# Кирсур
Кирсур (каз. Қарасор) — озеро в Карабалыкском районе Костанайской области Казахстана. Находится в 1,8 км к востоку от озера Жерсор и в 4 км к юго-востоку от Аула № 17.
По данным топографической съёмки 1942 года, площадь поверхности озера составляет 1,06 км². Наибольшая длина озера — 1,3 км, наибольшая ширина — 1 км. Длина береговой линии составляет 4,9 км, развитие береговой линии — 1,29. Озеро расположено на высоте 233,4 м над уровнем моря.